# Canon EOS 700D
Canon EOS 700D (название в Северной Америке — Canon EOS Digital Rebel T5i, в Японии — Canon EOS Kiss X7i) — цифровой зеркальный фотоаппарат серии EOS компании Canon, продолжающий линейку любительских моделей EOS Digital. Является преемником фотоаппарата Canon EOS 650D и практически полностью идентичен ему: отличия сводятся к новому колесу управления режимов, другому материалу отделки корпуса, усовершенствованной системе автофокусировки в режиме Live View при съёмке видео и к возможности просмотра эффектов «творческих фильтров» в реальном времени.
Фотоаппарат представлен 21 марта и появился в продаже в середине апреля 2013 года; стоимость в США — 750 долларов за вариант без объектива в комплекте, 900 долларов — за комплект с объективом EF-S 18-55mm f/3.5-5.6 IS STM, и 1099 долларов — за комплект с объективом EF-S 18-135mm f/3.5-5.6 IS STM.